# Campionato francese di rugby a 15 2019-2020
Il Top 14 2019-20 è stato il 121º campionato nazionale francese di rugby a 15 di prima divisione. Il torneo venne inizialmente sospeso il 13 marzo 2020, dopo la diciassettesima giornata, a causa della pandemia di COVID-19. Successivamente, il 2 giugno, fu definitivamente annunciata la cancellazione della competizione; il titolo di campione di Francia non fu assegnato e furono annullate promozioni e retrocessioni.

## Squadre partecipanti
| Club            | Sponsor                                 | Città              | Impianto interno                  |
| --------------- | --------------------------------------- | ------------------ | --------------------------------- |
| Agen            | Bigard (industria delle carni)          | Agen               | Stadio Armandie                   |
| Bayonne         | Lauak (meccanica aeronautica)           | Bayonne            | Stadio Jean Dauger                |
| Bordeaux Bègles | Arkea (credito)                         | Bordeaux           | Stadio Chaban-Delmas              |
| Brive           | Vivendi (telecomunicazioni)             | Brive-la-Gaillarde | Stadio Amédée Domenech            |
| Castres         | Matmut (assicurazioni)                  | Castres            | Stadio Pierre Fabre               |
| Clermont        | Michelin (pneumatici)                   | Clermont-Ferrand   | Stadio Marcel Michelin            |
| Lione           | Matmut (assicurazioni)                  | Lione              | Stade de Gerland                  |
| Montpellier     | Altrad (materiali edili)                | Montpellier        | Stadio Yves du Manoir             |
| Pau             | Total (carburanti)                      | Pau                | Stade du Hameau                   |
| Racing 92       | Natixis (investimenti finanziari)       | Parigi             | Paris La Défense Arena (Nanterre) |
| La Rochelle     | Aprivia (assicurazioni)                 | La Rochelle        | Stadio Marcel Deflandre           |
| Stade français  | Capri Sun (bevande analcoliche)         | Parigi             | Stadio Jean Bouin                 |
| Tolone          | Mutuelle du Soleil (sanità integrativa) | Tolone             | Stadio Mayol                      |
| Tolosa          | Peugeot (veicoli)                       | Tolosa             | Stadio Ernest Wallon              |

## Stagione regolare
|           | 1ª giornata              |       |
| --------- | ------------------------ | ----- |
| 24-8-2019 | Racing 92 - Bayonne      | 17-24 |
| 24-8-2019 | Castres - Montpellier    | 26-25 |
| 24-8-2019 | Agen - Tolone            | 25-44 |
| 24-8-2019 | Lione - Stade Français   | 43-9  |
| 24-8-2019 | Pau - Brive              | 33-14 |
| 24-8-2019 | Bordeaux-Bègles - Tolosa | 30-25 |
| 25-8-2019 | Clermont - La Rochelle   | 28-10 |
|           |                          |       |

|           | 4ª giornata                      |       |
| --------- | -------------------------------- | ----- |
| 14-9-2019 | La Rochelle - Tolosa             | 28-13 |
| 14-9-2019 | Bayonne - Castres                | 27-17 |
| 14-9-2019 | Lione - Brive                    | 59-3  |
| 14-9-2019 | Clermont - Pau                   | 28-37 |
| 14-9-2019 | Bordeaux-Bègles - Stade Français | 52-3  |
| 15-9-2019 | Agen - Montpellier               | 29-10 |
| 15-9-2019 | Tolone - Racing 92               | 32-29 |
|           |                                  |       |

|            | 7ª giornata                |       |
| ---------- | -------------------------- | ----- |
| 12-10-2019 | Bayonne - Montpellier      | 28-24 |
| 12-10-2019 | Tolosa - Castres           | 36-15 |
| 12-10-2019 | La Rochelle - Brive        | 41-17 |
| 12-10-2019 | Racing 92 - Agen           | 27-27 |
| 12-10-2019 | Lione - Pau                | 27-8  |
| 13-10-2019 | Stade Français - Tolone    | 33-30 |
| 13-10-2019 | Bordeaux-Bègles - Clermont | 42-15 |
|            |                            |       |

|            | 10ª giornata                |       |
| ---------- | --------------------------- | ----- |
| 30-11-2019 | Racing 92 - Bordeaux-Bègles | 30-34 |
| 30-11-2019 | La Rochelle - Castres       | 22-13 |
| 30-11-2019 | Clermont - Agen             | 30-13 |
| 30-11-2019 | Pau - Tolone                | 9-19  |
| 30-11-2019 | Montpellier - Lione         | 33-8  |
| 1-12-2019  | Brive - Stade Français      | 26-21 |
| 1-12-2019  | Tolosa - Bayonne            | 45-10 |
|            |                             |       |

|          | 13ª giornata              |       |
| -------- | ------------------------- | ----- |
| 4-1-2020 | Agen - Lione              | 12-13 |
| 4-1-2020 | Racing 92 - Clermont      | 27-19 |
| 4-1-2020 | Bordeaux-Bègles - Bayonne | 22-3  |
| 4-1-2020 | Pau - La Rochelle         | 13-44 |
| 4-1-2020 | Montpellier - Brive       | 29-26 |
| 5-1-2020 | Tolone - Castres          | 43-3  |
| 5-1-2020 | Stade Français - Tolosa   | 30-18 |
|          |                           |       |

|           | 16ª giornata               |       |
| --------- | -------------------------- | ----- |
| 22-2-2020 | La Rochelle - Tolone       | 17-12 |
| 22-2-2020 | Brive - Agen               | 16-30 |
| 22-2-2020 | Bayonne - Stade Français   | 28-17 |
| 22-2-2020 | Castres - Pau              | 26-16 |
| 22-2-2020 | Clermont - Bordeaux-Bègles | 22-31 |
| 23-2-2020 | Lione - Racing 92          | 29-20 |
| 23-2-2020 | Tolosa - Montpellier       | 25-7  |
|           |                            |       |

|           | 19ª giornata                  |            |
| --------- | ----------------------------- | ---------- |
| 28-3-2020 | Brive - La Rochelle           | cancellata |
| 28-3-2020 | Bordeaux-Bègles - Montpellier | cancellata |
| 28-3-2020 | Tolone - Pau                  | cancellata |
| 28-3-2020 | Bayonne - Racing 92           | cancellata |
| 28-3-2020 | Tolosa - Agen                 | cancellata |
| 28-3-2020 | Lione - Clermont              | cancellata |
| 28-3-2020 | Stade Français - Castres      | cancellata |
|           |                               |            |

|           | 22ª giornata              |            |
| --------- | ------------------------- | ---------- |
| 25-4-2020 | Castres - Tolone          | cancellata |
| 25-4-2020 | Bayonne - Bordeaux-Bègles | cancellata |
| 25-4-2020 | Tolosa - Stade Français   | cancellata |
| 25-4-2020 | Agen - La Rochelle        | cancellata |
| 25-4-2020 | Pau - Lione               | cancellata |
| 25-4-2020 | Montpellier - Clermont    | cancellata |
| 25-4-2020 | Racing 92 - Brive         | cancellata |
|           |                           |            |

|           | 25ª giornata             |            |
| --------- | ------------------------ | ---------- |
| 30-5-2020 | Brive - Bayonne          | cancellata |
| 30-5-2020 | Agen - Racing 92         | cancellata |
| 30-5-2020 | Clermont - Tolosa        | cancellata |
| 30-5-2020 | Castres - La Rochelle    | cancellata |
| 30-5-2020 | Lione - Montpellier      | cancellata |
| 30-5-2020 | Pau - Stade Français     | cancellata |
| 30-5-2020 | Tolone - Bordeaux-Bègles | cancellata |

|           | 2ª giornata                  |       |
| --------- | ---------------------------- | ----- |
| 31-8-2019 | Bayonne - Clermont           | 30-34 |
| 31-8-2019 | La Rochelle - Stade Français | 28-26 |
| 31-8-2019 | Montpellier - Pau            | 43-22 |
| 31-8-2019 | Agen - Brive                 | 16-10 |
| 31-8-2019 | Bordeaux-Bègles - Tolone     | 34-12 |
| 1-9-2019  | Racing 92 - Castres          | 23-14 |
| 1-9-2019  | Lione - Tolosa               | 22-12 |
|           |                              |       |

|           | 5ª giornata                   |       |
| --------- | ----------------------------- | ----- |
| 28-9-2019 | Brive - Tolone                | 39-17 |
| 28-9-2019 | Bayonne - La Rochelle         | 23-22 |
| 28-9-2019 | Tolosa - Pau                  | 24-23 |
| 28-9-2019 | Castres - Agen                | 30-27 |
| 28-9-2019 | Racing 92 - Lione             | 20-31 |
| 29-9-2019 | Montpellier - Bordeaux-Bègles | 17-17 |
| 29-9-2019 | Stade Français - Clermont     | 18-32 |
|           |                               |       |

|            | 8ª giornata             |       |
| ---------- | ----------------------- | ----- |
| 19-10-2019 | Montpellier - Tolosa    | 33-22 |
| 19-10-2019 | Pau - Castres           | 37-24 |
| 19-10-2019 | Agen - Stade Français   | 27-14 |
| 19-10-2019 | Tolone - Bayonne        | 20-9  |
| 19-10-2019 | Brive - Bordeaux-Bègles | 30-9  |
| 19-10-2019 | La Rochelle - Racing 92 | 12-6  |
| 20-10-2019 | Clermont - Lione        | 24-15 |
|            |                         |       |

|            | 11ª giornata                  |       |
| ---------- | ----------------------------- | ----- |
| 21-12-2019 | Castres - Lione               | 29-12 |
| 21-12-2019 | Racing 92 - Montpellier       | 29-25 |
| 21-12-2019 | Bayonne - Brive               | 6-6   |
| 21-12-2019 | Agen - Tolosa                 | 8-13  |
| 22-12-2019 | Stade Français - Pau          | 21-18 |
| 22-12-2019 | Bordeaux-Bègles - La Rochelle | 20-15 |
| 22-12-2019 | Tolone - Clermont             | 41-19 |
|            |                               |       |

|           | 14ª giornata              |       |
| --------- | ------------------------- | ----- |
| 25-1-2020 | Lione - Tolone            | 27-12 |
| 25-1-2020 | Brive - Pau               | 33-26 |
| 25-1-2020 | Castres - Racing 92       | 0-27  |
| 25-1-2020 | La Rochelle - Montpellier | 35-30 |
| 25-1-2020 | Clermont - Stade Français | 29-19 |
| 26-1-2020 | Bayonne - Agen            | 22-23 |
| 26-1-2020 | Tolosa - Bordeaux-Bègles  | 22-14 |
|           |                           |       |

|           | 17ª giornata              |       |
| --------- | ------------------------- | ----- |
| 29-2-2020 | Racing 92 - La Rochelle   | 49-0  |
| 29-2-2020 | Bayonne - Tolosa          | 20-10 |
| 29-2-2020 | Agen - Clermont           | 15-32 |
| 29-2-2020 | Pau - Montpellier         | 19-15 |
| 29-2-2020 | Brive - Lione             | 30-16 |
| 1-3-2020  | Bordeaux-Bègles - Castres | 26-24 |
| 1-3-2020  | Tolone - Stade Français   | 19-18 |
|           |                           |       |

|           | 20ª giornata               |            |
| --------- | -------------------------- | ---------- |
| 11-4-2020 | Racing 92 - Stade Français | cancellata |
| 11-4-2020 | Agen - Bordeaux-Bègles     | cancellata |
| 11-4-2020 | Castres - Tolosa           | cancellata |
| 11-4-2020 | Montpellier - Tolone       | cancellata |
| 11-4-2020 | Clermont - Brive           | cancellata |
| 11-4-2020 | La Rochelle - Lione        | cancellata |
| 11-4-2020 | Pau - Bayonne              | cancellata |
|           |                            |            |

|          | 23ª giornata                     |            |
| -------- | -------------------------------- | ---------- |
| 9-5-2020 | Brive - Montpellier              | cancellata |
| 9-5-2020 | Tolone - Agen                    | cancellata |
| 9-5-2020 | La Rochelle - Bayonne            | cancellata |
| 9-5-2020 | Pau - Tolosa                     | cancellata |
| 9-5-2020 | Lione - Castres                  | cancellata |
| 9-5-2020 | Stade Français - Bordeaux-Bègles | cancellata |
| 9-5-2020 | Clermont - Racing 92             | cancellata |
|          |                                  |            |

|          | 26ª giornata           |            |
| -------- | ---------------------- | ---------- |
| 6-6-2020 | Bordeaux-Bègles - Pau  | cancellata |
| 6-6-2020 | Bayonne - Lione        | cancellata |
| 6-6-2020 | Montpellier - Castres  | cancellata |
| 6-6-2020 | Tolosa - Brive         | cancellata |
| 6-6-2020 | Stade Français - Agen  | cancellata |
| 6-6-2020 | Racing 92 - Tolone     | cancellata |
| 6-6-2020 | La Rochelle - Clermont | cancellata |
|          |                        |            |

|          | 3ª giornata               |       |
| -------- | ------------------------- | ----- |
| 7-9-2019 | Castres - Bordeaux-Bègles | 32-34 |
| 7-9-2019 | Tolone - Lione            | 6-20  |
| 7-9-2019 | Pau - Agen                | 18-12 |
| 7-9-2019 | Montpellier - La Rochelle | 30-16 |
| 7-9-2019 | Stade Français - Bayonne  | 33-27 |
| 8-9-2019 | Brive - Clermont          | 28-21 |
| 8-9-2019 | Tolosa - Racing 92        | 20-17 |
|          |                           |       |

|           | 6ª giornata              |       |
| --------- | ------------------------ | ----- |
| 5-10-2019 | Clermont - Montpellier   | 20-13 |
| 5-10-2019 | Brive - Tolosa           | 23-9  |
| 5-10-2019 | Castres - Stade Français | 46-16 |
| 5-10-2019 | Agen - Bayonne           | 27-29 |
| 5-10-2019 | Lione - Bordeaux-Bègles  | 25-23 |
| 6-10-2019 | Pau - Racing 92          | 3-31  |
| 6-10-2019 | Tolone - La Rochelle     | 23-3  |
|           |                          |       |

|            | 9ª giornata                |       |
| ---------- | -------------------------- | ----- |
| 9-11-2019  | Tolone - Montpellier       | 19-19 |
| 9-11-2019  | Bayonne - Pau              | 3-9   |
| 9-11-2019  | Bordeaux-Bègles - Agen     | 23-0  |
| 9-11-2019  | Castres - Brive            | 28-26 |
| 9-11-2019  | Tolosa - Clermont          | 34-8  |
| 10-11-2019 | Lione - La Rochelle        | 45-17 |
| 10-11-2019 | Stade Français - Racing 92 | 9-25  |
|            |                            |       |

|            | 12ª giornata                 |       |
| ---------- | ---------------------------- | ----- |
| 28-12-2019 | Lione - Bayonne              | 52-9  |
| 28-12-2019 | Brive - Racing 92            | 20-44 |
| 28-12-2019 | Montpellier - Stade Français | 20-20 |
| 29-12-2019 | La Rochelle - Agen           | 40-8  |
| 29-12-2019 | Pau - Bordeaux-Bègles        | 23-27 |
| 29-12-2019 | Clermont - Castres           | 39-22 |
| 29-12-2019 | Tolone - Tolosa              | 13-13 |
|            |                              |       |

|           | 15ª giornata                 |       |
| --------- | ---------------------------- | ----- |
| 15-2-2020 | Bordeaux-Bègles - Lione      | 37-19 |
| 15-2-2020 | Montpellier - Bayonne        | 31-29 |
| 15-2-2020 | Pau - Clermont               | 20-23 |
| 15-2-2020 | Tolone - Brive               | 34-17 |
| 15-2-2020 | Stade Français - La Rochelle | 21-20 |
| 16-2-2020 | Agen - Castres               | 24-43 |
| 16-2-2020 | Racing 92 - Tolosa           | 30-27 |
|           |                              |       |

|           | 18ª giornata                  |            |
| --------- | ----------------------------- | ---------- |
| 21-3-2020 | Stade Français - Brive        | cancellata |
| 21-3-2020 | Montpellier - Racing 92       | cancellata |
| 21-3-2020 | Castres - Bayonne             | cancellata |
| 21-3-2020 | La Rochelle - Bordeaux-Bègles | cancellata |
| 21-3-2020 | Agen - Pau                    | cancellata |
| 21-3-2020 | Tolosa - Lione                | cancellata |
| 21-3-2020 | Clermont - Tolone             | cancellata |
|           |                               |            |

|           | 21ª giornata                 |            |
| --------- | ---------------------------- | ---------- |
| 18-4-2020 | Stade Français - Montpellier | cancellata |
| 18-4-2020 | Lione - Agen                 | cancellata |
| 18-4-2020 | Bordeaux-Bègles - Racing 92  | cancellata |
| 18-4-2020 | Tolone - Tolosa              | cancellata |
| 18-4-2020 | Brive - Castres              | cancellata |
| 18-4-2020 | La Rochelle - Pau            | cancellata |
| 18-4-2020 | Clermont -Bayonne            | cancellata |
|           |                              |            |

|           | 24ª giornata            |            |
| --------- | ----------------------- | ---------- |
| 16-5-2020 | Stade Français - Lione  | cancellata |
| 16-5-2020 | Tolosa - La Rochelle    | cancellata |
| 16-5-2020 | Bayonne - Tolone        | cancellata |
| 16-5-2020 | Montpellier - Agen      | cancellata |
| 16-5-2020 | Racing 92 - Pau         | cancellata |
| 16-5-2020 | Castres - Clermont      | cancellata |
| 16-5-2020 | Bordeaux-Bègles - Brive | cancellata |

### Classifica
|  |     | Squadra         | G  | V  | N | P  | PF  | PS  | P±   | MF | MS | BM | BS | Pt |
|  | --- | --------------- | -- | -- | - | -- | --- | --- | ---- | -- | -- | -- | -- | -- |
|  | 1.  | Bordeaux Bègles | 17 | 13 | 1 | 3  | 475 | 317 | 158  | 53 | 28 | 6  | 1  | 61 |
|  | 2.  | Lione           | 17 | 12 | 0 | 5  | 463 | 304 | 159  | 50 | 27 | 5  | 0  | 53 |
|  | 3.  | Racing 92       | 17 | 9  | 1 | 7  | 451 | 326 | 125  | 51 | 30 | 5  | 3  | 46 |
|  | 4.  | Tolone          | 17 | 9  | 2 | 6  | 396 | 334 | 62   | 37 | 32 | 3  | 2  | 45 |
|  | 5.  | La Rochelle     | 17 | 9  | 0 | 8  | 370 | 377 | −7   | 38 | 38 | 3  | 3  | 42 |
|  | 6.  | Clermont        | 17 | 10 | 0 | 7  | 423 | 415 | 8    | 39 | 45 | 1  | 0  | 41 |
|  | 7.  | Tolosa          | 17 | 8  | 1 | 8  | 368 | 331 | 37   | 37 | 30 | 4  | 2  | 40 |
|  | 8.  | Montpellier     | 17 | 6  | 3 | 8  | 404 | 390 | 14   | 42 | 37 | 2  | 5  | 37 |
|  | 9.  | Bayonne         | 17 | 7  | 1 | 9  | 327 | 409 | −82  | 27 | 45 | 0  | 3  | 33 |
|  | 10. | Castres         | 17 | 7  | 0 | 10 | 392 | 460 | −68  | 38 | 43 | 3  | 2  | 33 |
|  | 11. | Brive           | 17 | 7  | 1 | 9  | 364 | 439 | −75  | 32 | 48 | 1  | 2  | 33 |
|  | 12. | Pau             | 17 | 6  | 0 | 11 | 334 | 414 | −80  | 31 | 42 | 0  | 4  | 28 |
|  | 13. | Agen            | 17 | 5  | 1 | 11 | 323 | 414 | −91  | 36 | 46 | 0  | 4  | 26 |
|  | 14. | Stade français  | 17 | 5  | 1 | 11 | 328 | 488 | −160 | 30 | 50 | 0  | 3  | 25 |

## Fase aplay-off
A seguito della cancellazione del torneo i play-off non si sono disputati. Essi dovevano essere giocati tra le sei squadre meglio classificate. La fase preliminare comprendeva due partite di sola andata che vedevano contrapposte terza contro sesta e quarta contro quinta da giocarsi in casa della meglio posizionata in classifica. Le vincitrici affrontavano poi, in semifinali di sola andata, prima e seconda classificata. Le due semifinali dovevano giocarsi nella città di Nizza. La finale del campionato era prevista per il 26 giugno 2020 presso lo Stade de France a Saint-Denis.